# GeorgeNotFound
George Davidson (Londres, Inglaterra, 1 de noviembre de 1996), más conocido como GeorgeNotFound (abreviado como GNF; también conocido como Gogy), es un youtuber y streamer británico. Empezó a ganar popularidad sustancial entre 2020 y 2021 al subir contenido de Minecraft. Junto con el creador de contenido Dream, Davidson fundó Dream SMP, un servidor de Minecraft que consta de múltiples historias y personajes. En julio de 2023, los cinco canales de YouTube de Davidson alcanzaron en conjunto más de 15,2 millones de suscriptores y más de 742,1 millones de visitas.

## Carrera

### YouTube
Davidson inició YouTube en 2013 con el nombre de GeorgeeeHDPlays antes de subir videos con frecuencia en 2019, y luego cambió su nombre a su marca actual GeorgeNotFound. En octubre de 2022, su canal principal de YouTube contaba con 10,5 millones de suscriptores. Su contenido consiste principalmente en él jugando al videojuego Minecraft, realizando gameplays, retos y desafíos del mismo. Participa regularmente en torneos del MC Championship (MCC) junto con otros creadores de contenido de Minecraft.
También colabora regularmente con otros creadores de contenido como Dream y Sapnap. Davidson conoció a Dream cuando ambos trabajaban como desarrolladores de software, y comenzaron a realizar varios vídeos de Minecraft juntos. Davidson fue el primer "cazador" de la serie Minecraft Manhunt de Dream, y ha aparecido en todos los episodios de la serie desde entonces.
En 2020, Davidson publicó un video en el que Dream lo desafió a jugar Minecraft mientras usaba un collar eléctrico alrededor de su brazo, que electrocutaría a Davidson si recibía daño en el juego. El 9 de septiembre de 2020, lanzó su video más exitoso hasta la fecha, "Minecraft, But I'm Not Colorblind Anymore...", en el que Davidson, que sufre de protanopia, usa gafas correctoras de color por primera vez. El video tiene más de 44 millones de visitas.
También en 2020, Davidson formó parteb de la creación del servidor de Minecraft Dream SMP con Dream, un servidor que incorpora varias historias y arcos de personajes. La popularidad del servidor generó fanfiction de varios de sus usuarios, incluyendo a Davidson y Dream, quienes a menudo eran descritos como parejas románticas en una relación cuyo nombre combinado era "DreamNotFound" (abreviado como "DNF"). Una de esas obras, Heat Waves, atrajo la atención de los medios desde su lanzamiento inicial en el repositorio de fanfiction Archive of Our Own en octubre de 2020. Su viralidad contribuyó al éxito mundial de la canción titular "Heat Waves" de la banda británica Glass Animals.
YouTube incluyó a Davidson como uno de sus creadores más destacados de 2020. En 2021, fue incluido entre los diez creadores de juegos más populares de Twitter.

### Twitch
Davidson creó su cuenta principal de Twitch el 26 de noviembre de 2019 con el nombre "GeorgeNotFound". En octubre de 2022, su cuenta principal tenía 4,9 millones de seguidores, lo que lo convirtió en el 36.º canal de Twitch más seguido. El 24 de febrero de 2021, George creó una cuenta secundaria, ThisIsNotGeorgeNotFound, que en octubre de 2022 contaba con 1,4 millones de seguidores.
El 13 de marzo de 2021, su cuenta ThisIsNotGeorgeNotFound fue baneada indefinidamente. Según el sitio de streaming, el motivo de la prohibición se debió a "utilizar un nombre de usuario inapropiado". Davidson apeló el primer baneo, solo para recibir un segundo baneo un día después, en el que Twitch envió una explicación extensa de que el nombre de usuario de su cuenta era una incitación al odio, al acoso y al bullying. La cuenta fue desbloqueada un día después.
El 2 de junio de 2021, Davidson realizó una transmisión llamada "Epic Hot Tub Stream" en su cuenta principal, que se registró como la "transmisión de jacuzzi" más vista en Twitch. Con casi 400.000 espectadores, la transmisión rompió el récord anterior de 100.000 espectadores que tenían Pokimane y OfflineTV. También logró un récord mundial Guinness por la mayor cantidad de espectadores en una transmisión de cocina durante su transmisión del 20 de marzo de 2021 llamada "Big Cooking Stream", alcanzando los 319.846 espectadores.
En 2021, Davidson recibió una nominación en la categoría "Livestreamer" en la edición número 11 de los Streamy Awards.

### Otros proyectos
Davidson se unió a sus colegas personalidades de Internet Karl Jacobs y Sapnap como tercer coanfitrión del pódcast Banter. El primer episodio del pódcast con Davidson, "GeorgeNotFound Joins BANTER", se publicó el 4 de agosto de 2022.

## Vida personal
George Davidson nació el 1 de noviembre de 1996 en Londres, Inglaterra. Davidson tiene daltonismo protético rojo-verde.
El 18 de septiembre de 2022, Davidson tuiteó que su solicitud de visa estadounidense fue aceptada. Desde octubre de 2022, vive con Dream y Sapnap en Orlando, Florida. El proceso de su mudanza fue mostrado en su vídeo "I Met Dream In Real Life", publicado en YouTube el 3 de octubre de 2022.

## Premios y nominaciones
| Año  | Premios        | Categoría    | Resultado | Ref.          |
| ---- | -------------- | ------------ | --------- | ------------- |
| 2021 | Streamy Awards | Livestreamer | Nominado  | [ 22 ] [ 30 ] |

## Filmografía

### Videos musicales
| Año  | Título                | Artista(s) | Papel    | Ref.   |
| ---- | --------------------- | ---------- | -------- | ------ |
| 2021 | "Taunt"               | Lovejoy    | Sí mismo | [ 31 ] |
| 2023 | "Until I End Up Dead" | Dream      | Extra    | [ 32 ] |
| 2023 | "Everest"             | Dream      | Extra    | [ 33 ] |